# Cassida inquinata
Cassida inquinata es una especie de coleóptero de la familia Chrysomelidae.
Fue descrita científicamente en 1832 por Brullé.